# Autographa solida
Autographa solida là một loài bướm đêm trong họ Noctuidae.